# Microctenidium assimile
Microctenidium assimile är en bladmossart som beskrevs av Brotherus 1929. Microctenidium assimile ingår i släktet Microctenidium och familjen Hypnaceae. Inga underarter finns listade i Catalogue of Life.